# Vladimír Procházka (sklářský výtvarník)
Vladimír Procházka (* 2. května 1947 Neštěmice) je český sklářský výtvarník žijící v Malečově u Ústí nad Labem.

## Život
Po maturitě na Střední uměleckoprůmyslové škole sklářské v Železném Brodě (1962-1966) pokračoval ve studiu na Vysoké škole uměleckoprůmyslové v Praze (1966-1972) v ateliéru profesora Stanislava Libenského. Od roku 1971 se věnoval designu, sklu a tavené plastice v architektuře. Sklízel tvůrčí úspěchy doma i v zahraničí (Dubaj, Baku, Kanazawa aj.) Absolventskou práci obhájil jako tvůrce dekorativní stěny a objektového osvětlení obřadní síně zámku Sychrov pomocí tvarovaných skleněných trubic SIMAX. Jejich nízká váha a vysoká optika s vhodným osvětlením umožňuje zhmotnění prostoru vrstvením skla. Tento postup využívá při řešení rozměrných podhledů například v areálu Klenotnice pražské Lorety, skleněný strop Kongresového centra v Praze, osvětlovací těleso a plastika v podniku zahraničního obchodu KOVO Praha, skleněný strop a osvětlení kulturního domu v Bratislavě, světelná spirála v knihovně a osvětlovací těleso ve sportovní hale a kulturním domě v Mostě, světelný květ na Národním domě v Ústí nad Labem a skleněný podhled v zasedací síni Obecního domu. Také církevní a historické stavby se mohou pyšnit dekorativní skleněnou vitráží (románská rotunda sv. Jiří na hoře Říp nebo rotunda sv. Petra a Pavla ve Starém Plzenci). Procházkovo celoživotní dílo zahrnuje jak komorní, tak veřejnou tvorbu.

## Galerie

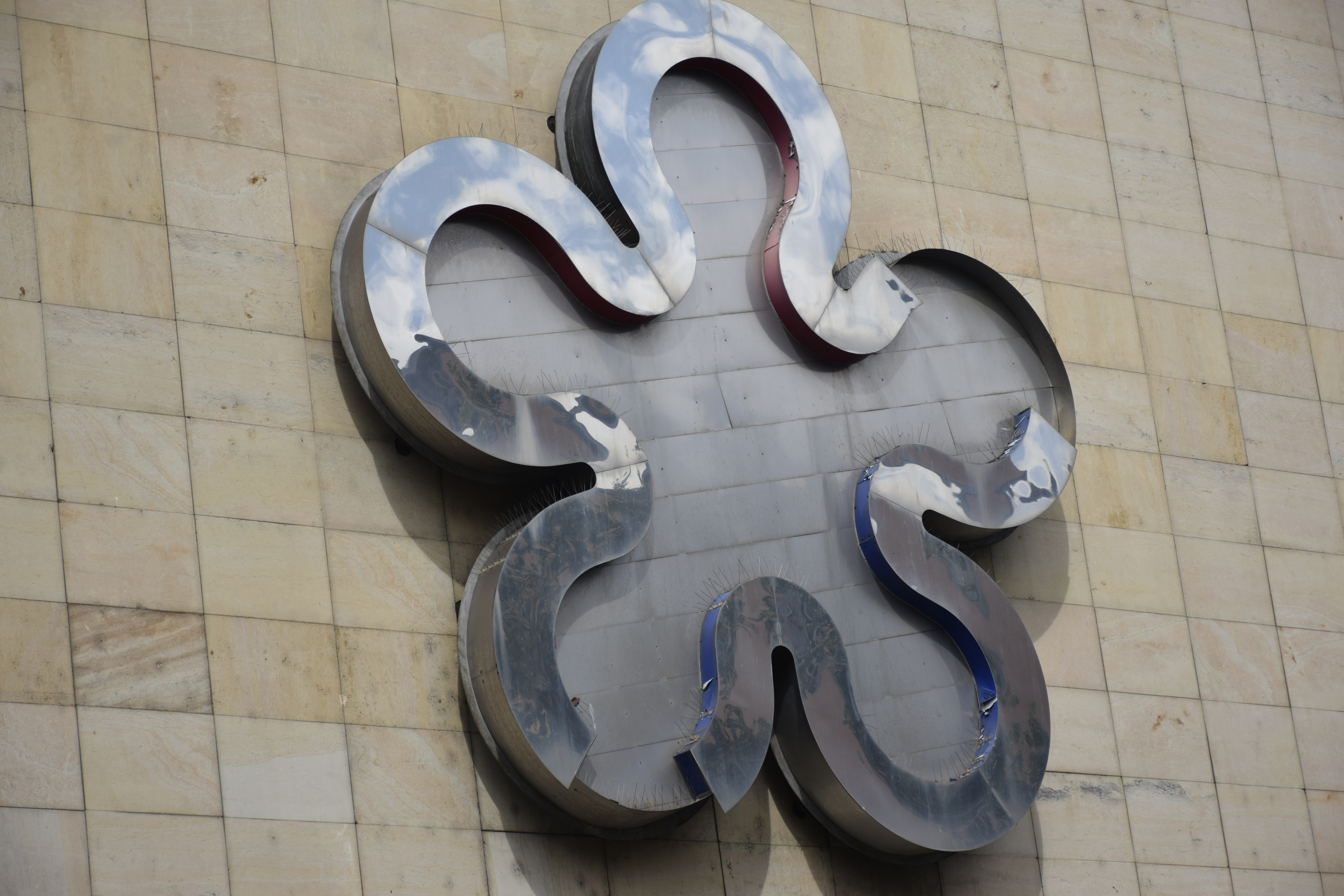
Osvětlovací těleso Květ na ústeckém Národním domě, 80. léta 20. století, kov, plast
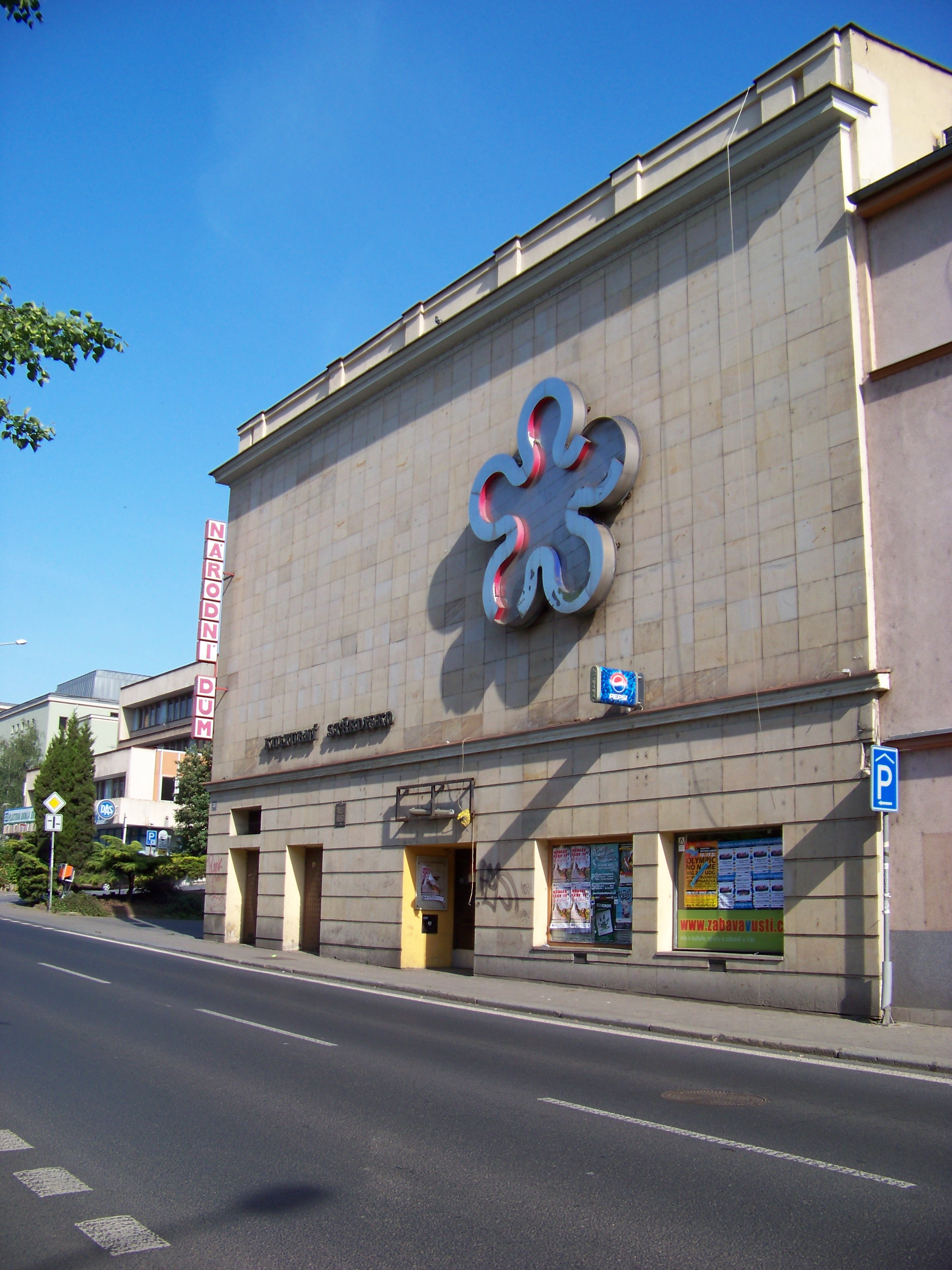
Květ, pohled z dáli
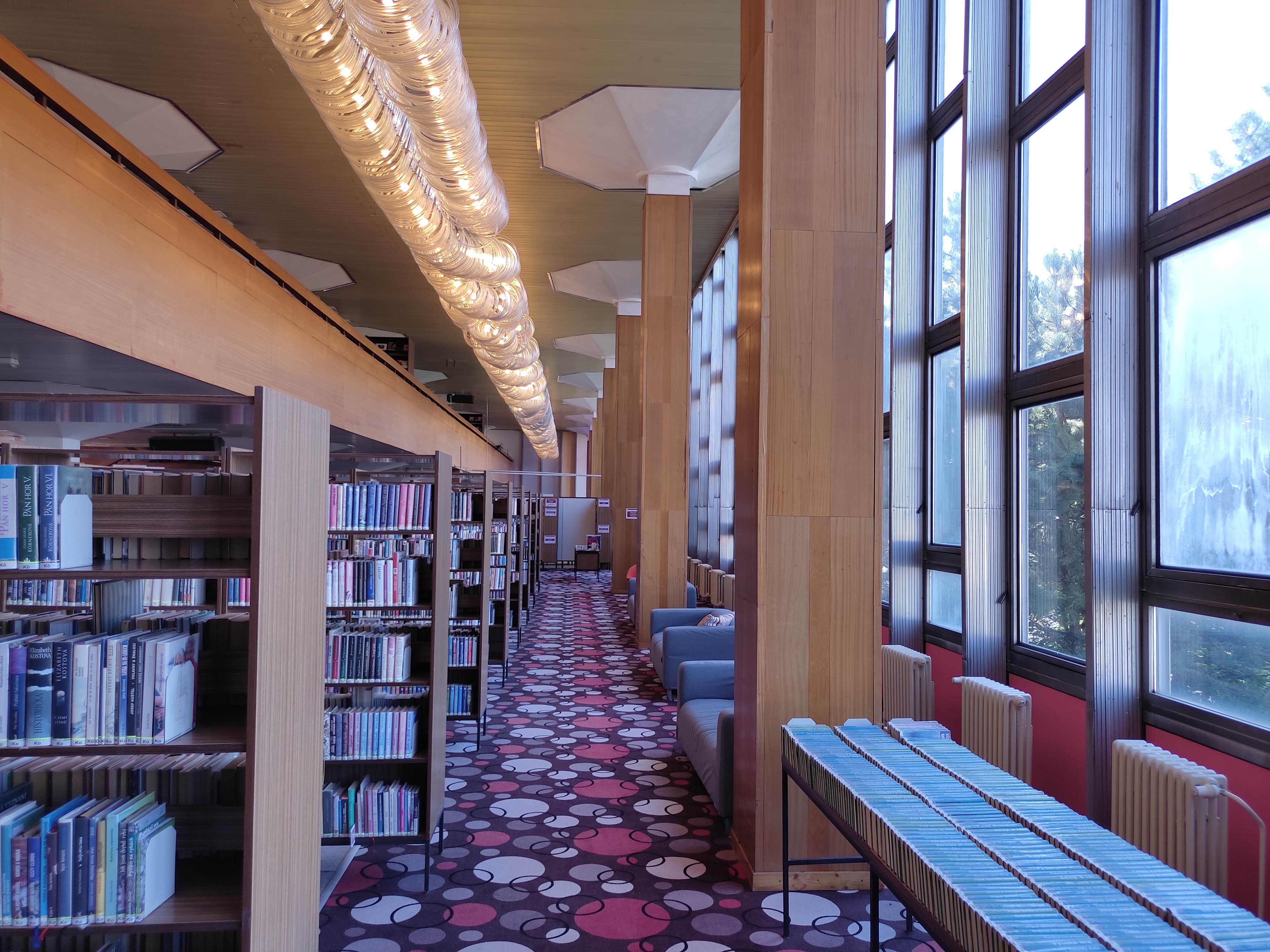
Osvětlovací těleso v Městské knihovně v Mostě, 80. léta 20. století, 60 metrů, tvarované skleněné trubice SIMAX
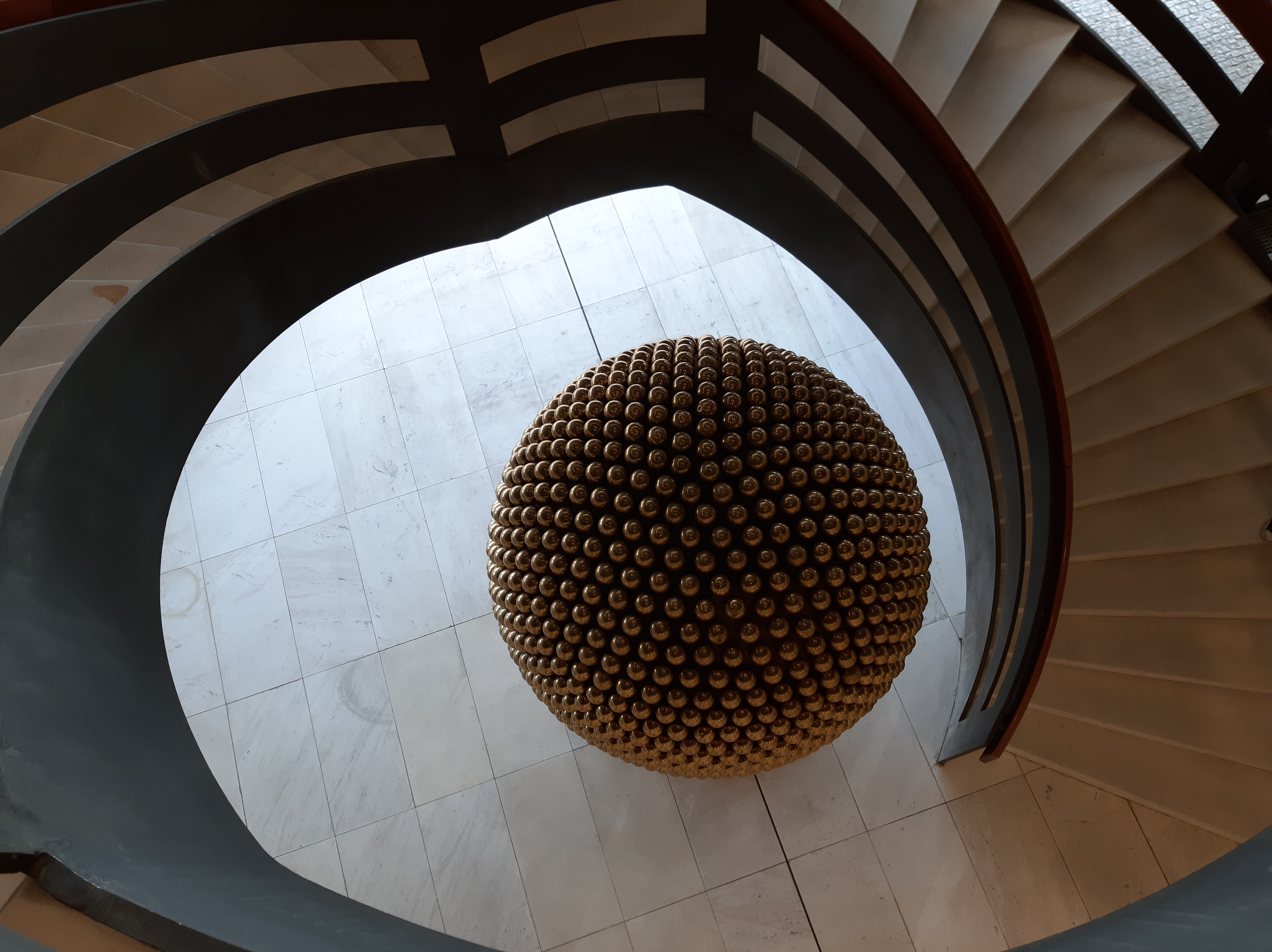
Plastika Slunce v Kongresovém centru v Praze, 80. léta 20. století, leštěný mosaz
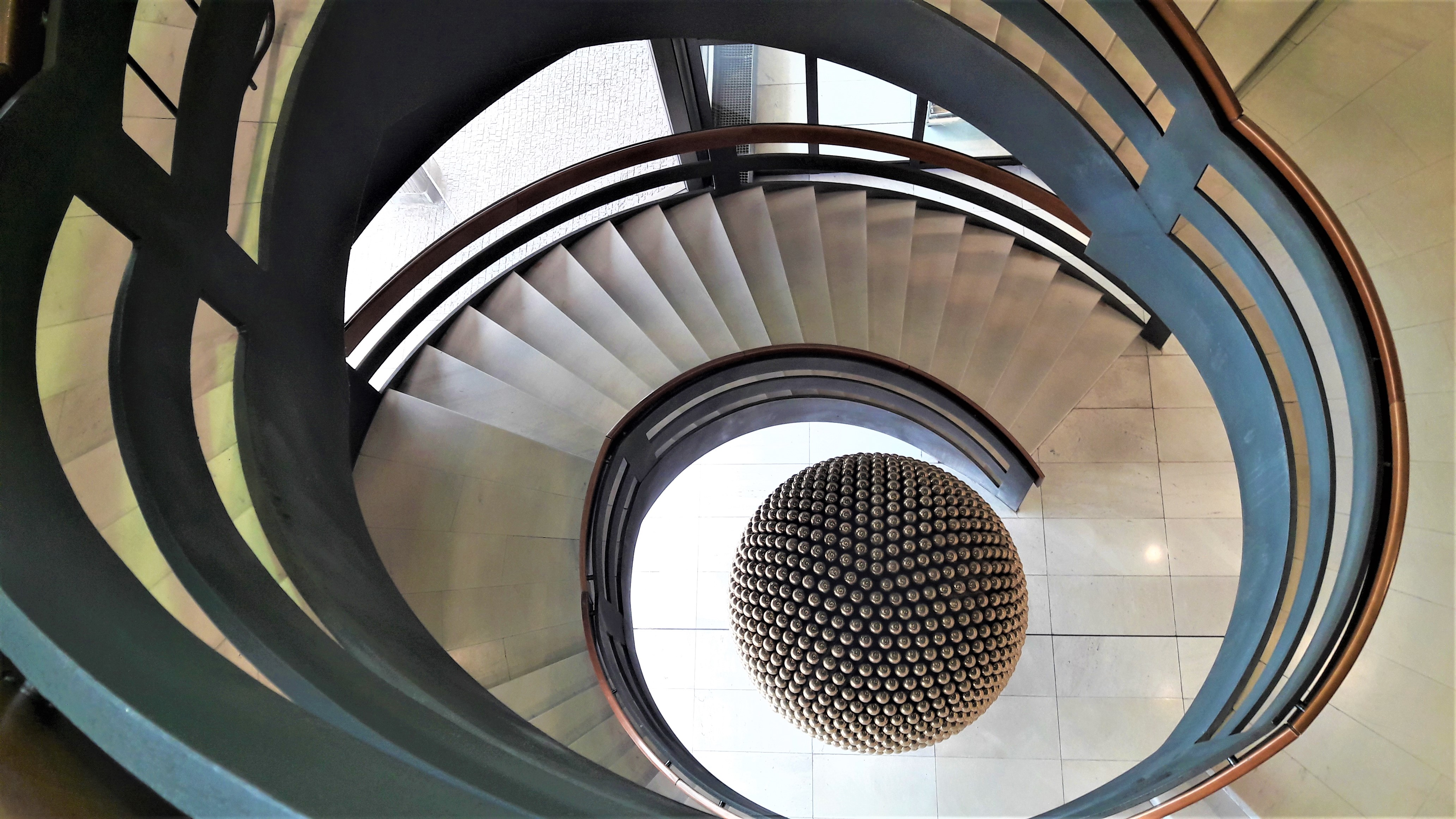
Plastika Slunce, pohled z dáli
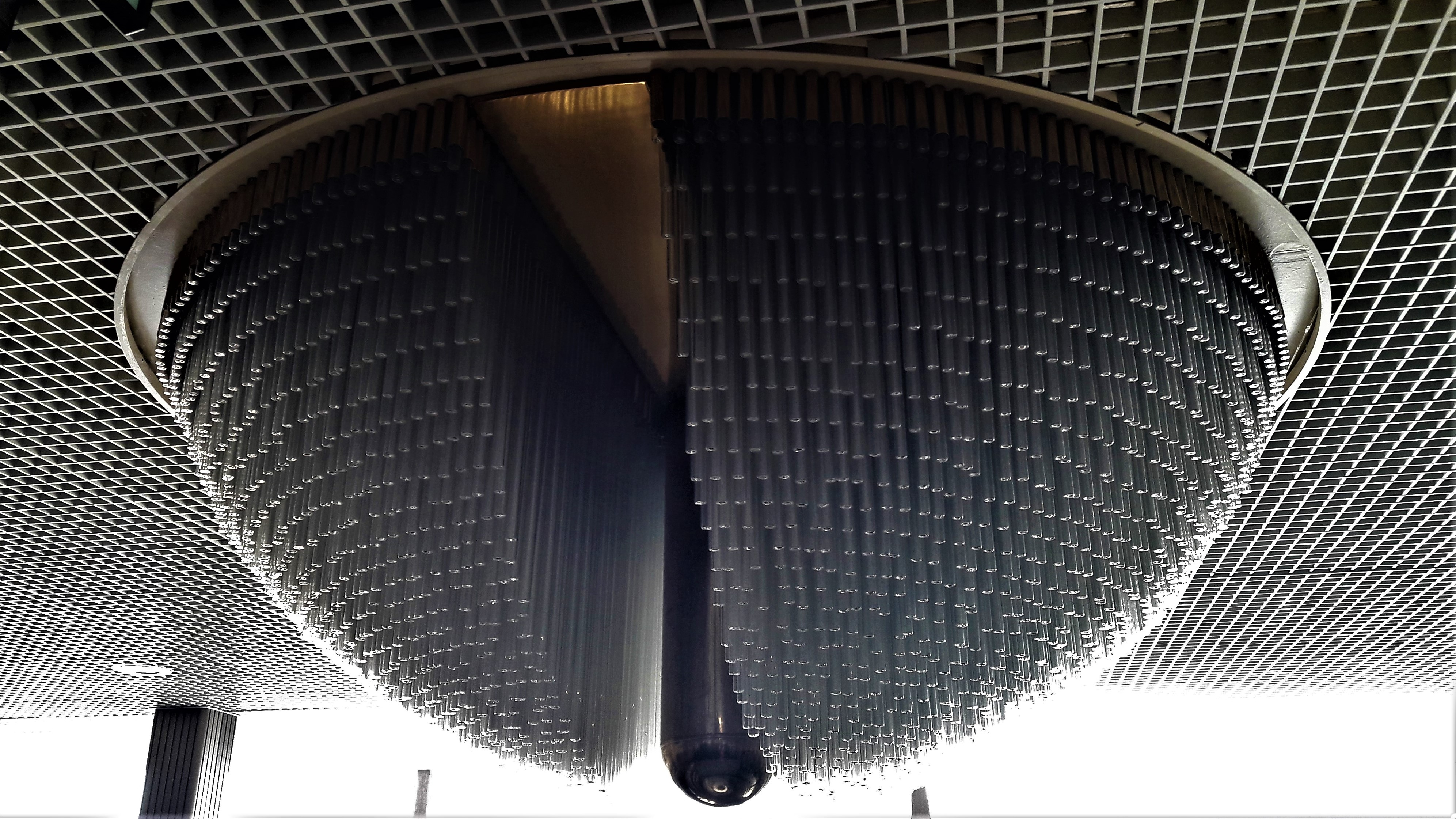
Osvětlovací těleso nad plastikou Slunce a schodištěm v Kongresovém centru v Praze, 80. léta 20. století, tvarované skleněné trubice SIMAX
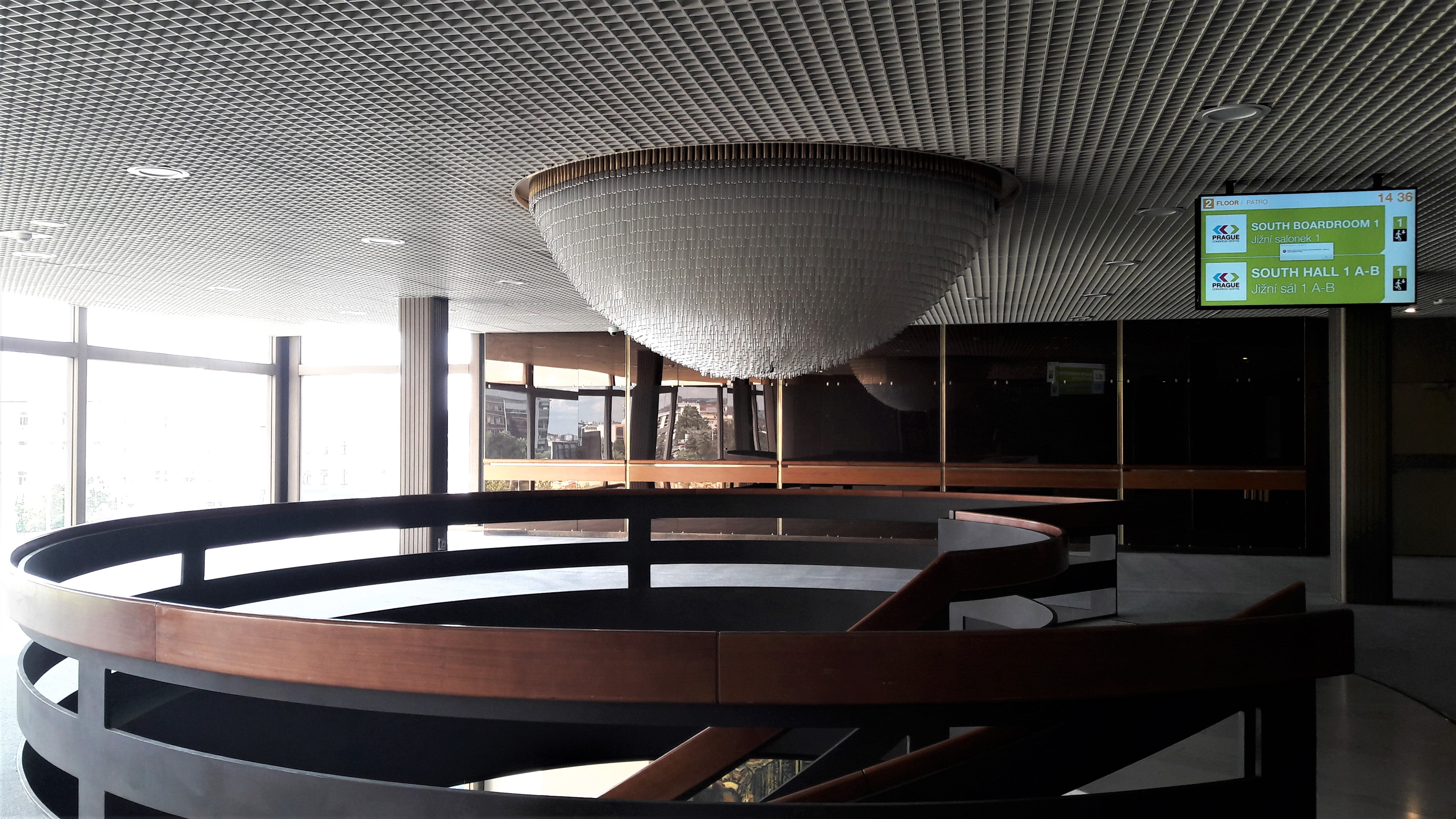
Osvětlovací těleso nad plastikou Slunce a schodištěm, pohled z dáli
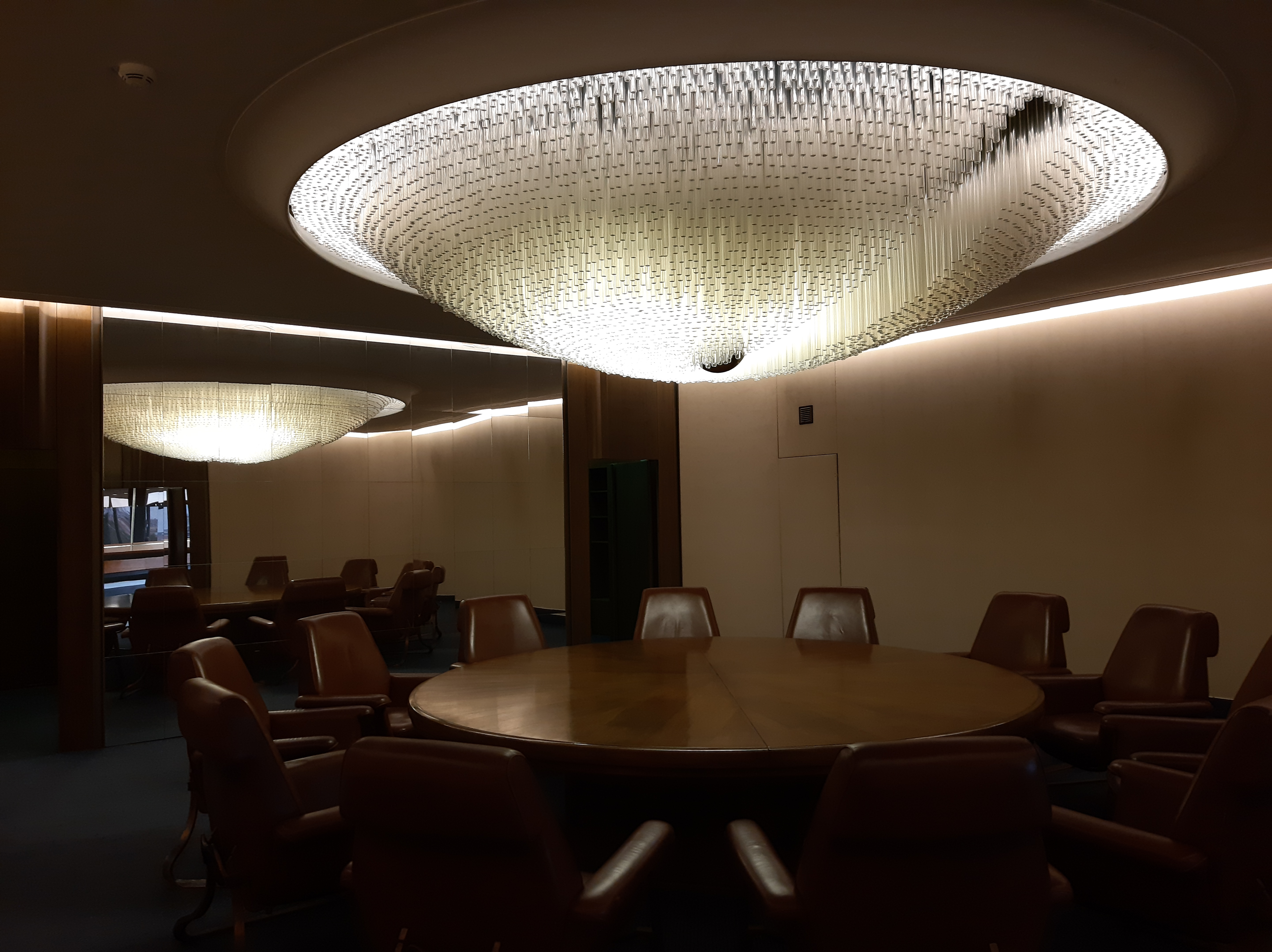
Osvětlovací těleso v Prezidentském salónku v Kongresovém centru v Praze, 80. léta 20. století, tvarované skleněné trubice SIMAX
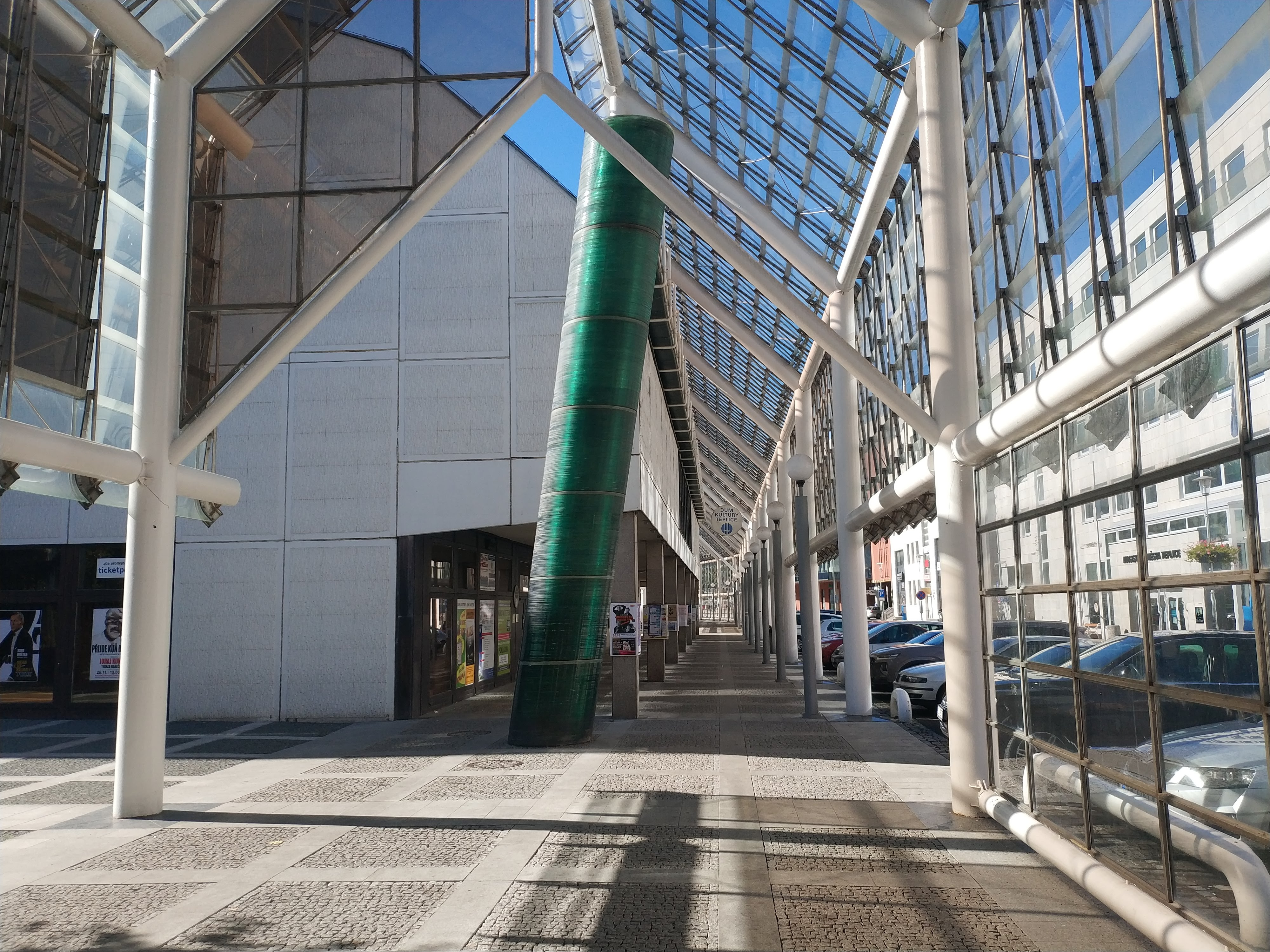
Kolonáda - Plastika v Teplicích, svod dešťové vody, 80. léta 20. století, lepené tabulové sklo
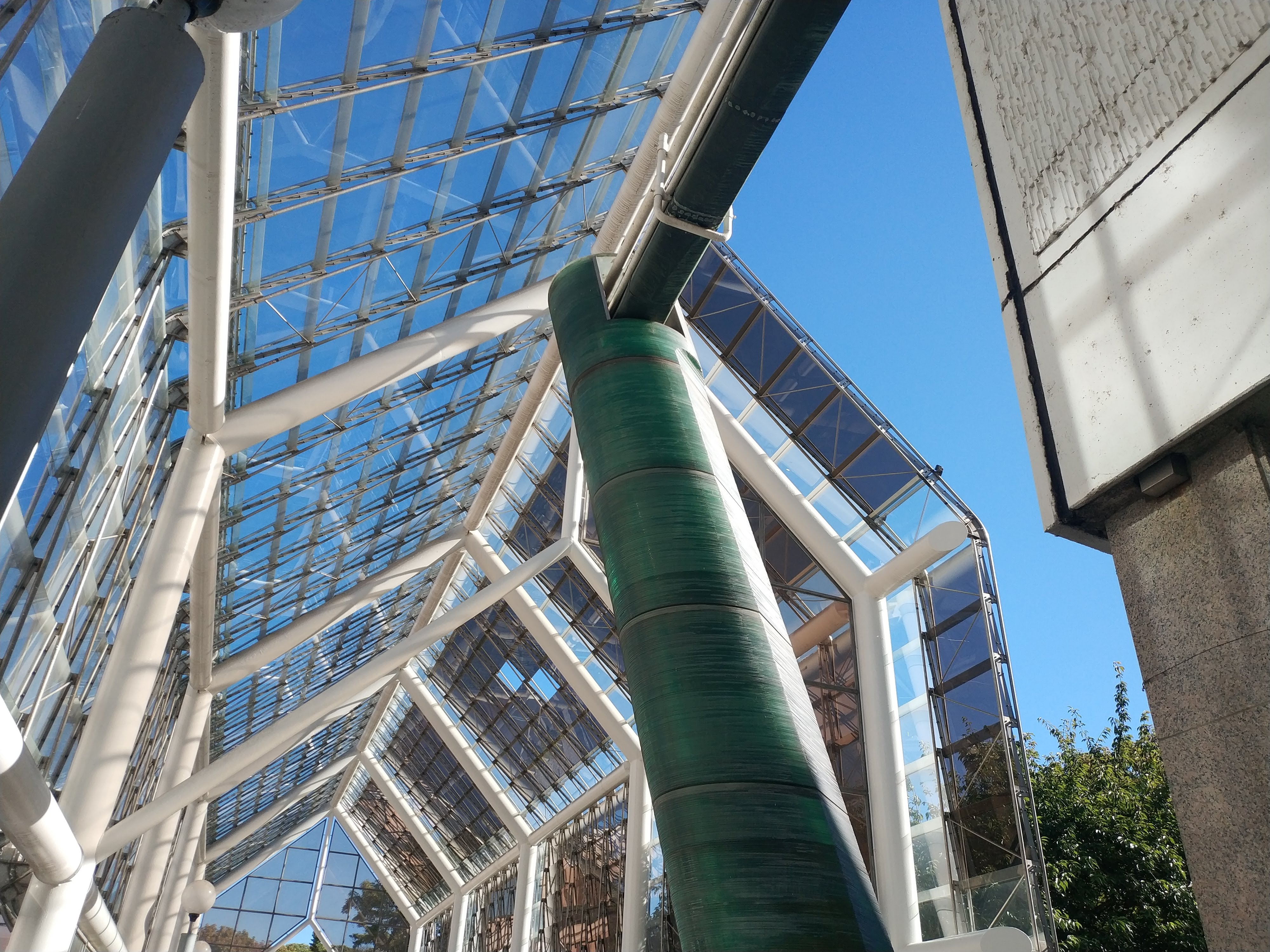
Kolonáda - Plastika, pohled zezadu
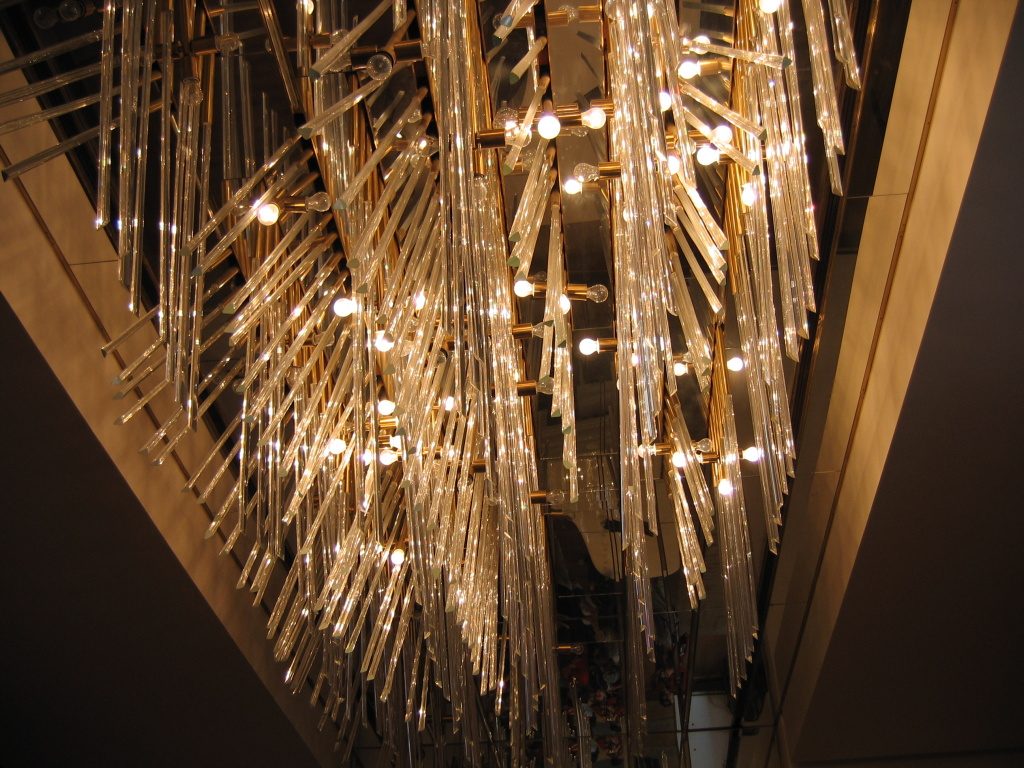
Světelné podhledy v Poslanecké sněmovně na Malé straně (detail), 80. léta 20. století, křišťálové broušené trubice